# Колорадо (пустыня)

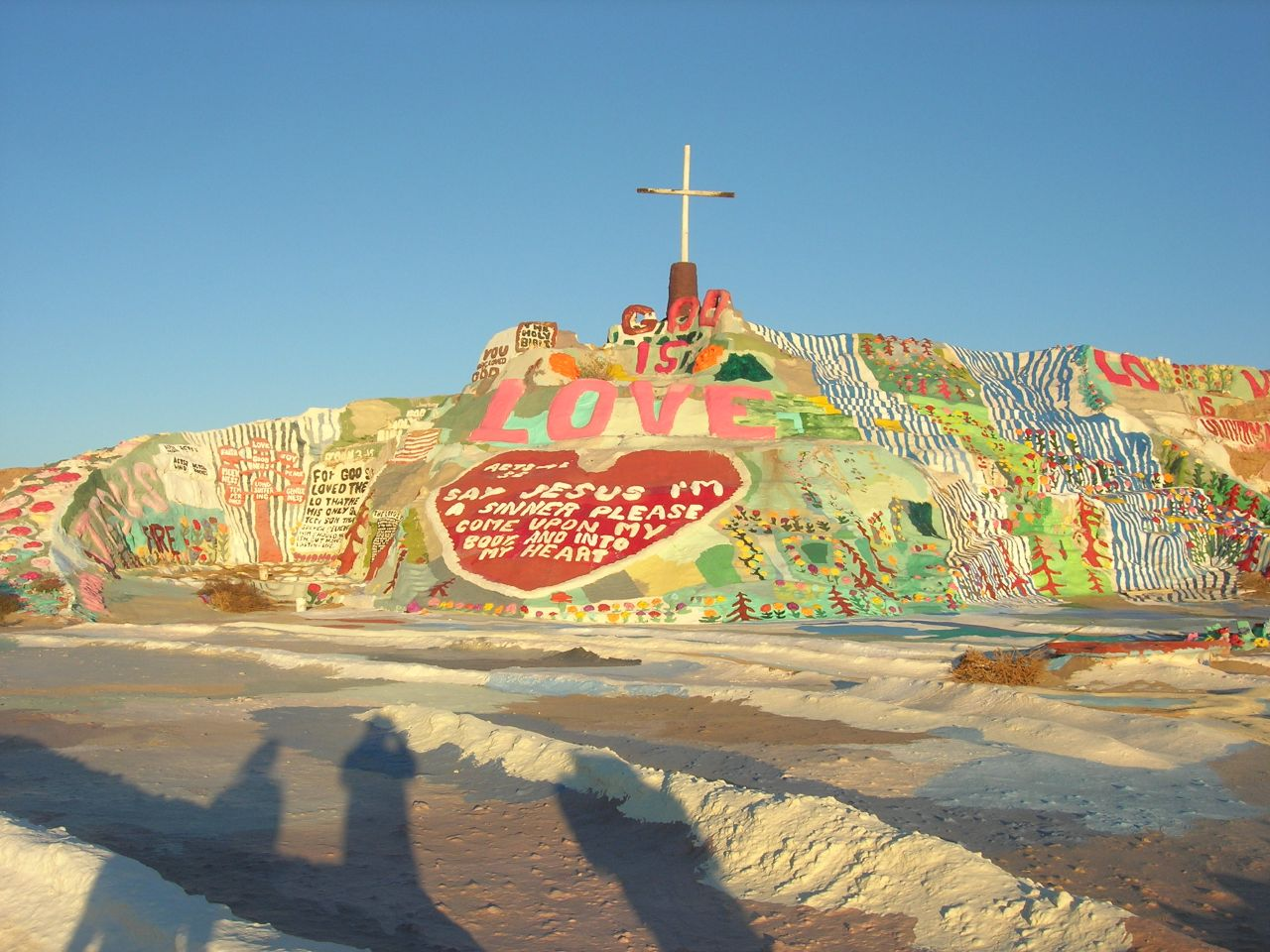
Гора Спасения, инсталляция в пустыне Колорадо

Колорадо (исп. Colorado) — пустыня в Северной Америке, являющаяся северо-западным участком пустыни Сонора. Территория пустыни занимает юго-восточную часть американского штата Калифорния и северо-восточную часть мексиканского штата Нижняя Калифорния. Площадь 28 000 км². На западе граничит с горами, на востоке рекой Колорадо, от которой пустыня получила своё название. В центре пустыни находится озеро Солтон-Си.